# Sandra Mason
Sandra Prunella Mason (Saint Philip, Barbados; 17 de enero de 1949) es una abogada, jueza y política barbadense, que ocupa el cargo de primera presidenta de Barbados desde el 30 de noviembre de 2021. Anteriormente fue la octava y última gobernadora general de Barbados desde el 8 de enero de 2018 hasta el 29 de noviembre de 2021, fecha en que asumió la presidencia, después de que Barbados se convirtiese en una república. También se ha desempeñado como jueza del Tribunal de Apelaciones de Barbados, embajadora en Venezuela y presidenta del Comité de los Derechos del Niño de Naciones Unidas.

## Biografía
Después de completar su educación, comenzó a enseñar en la escuela secundaria Princess Margaret en 1968. Al año siguiente, comenzó a trabajar en Barclays Bank como empleada. Se matriculó en la Universidad de las Indias Occidentales (UWI), obteniendo su licenciatura en Derecho. Fue una de las primeras graduadas de la Facultad de Derecho de UWI, en Cave Hill, completando su educación en 1973. Fue admitida en el colegio de abogados para comenzar su práctica el 10 de noviembre de 1975, convirtiéndose en la primera mujer miembro del Barbados Bar Association.

### Carrera
En 1975, trabajó en la Administración de Fideicomisos para Barclays y se transfirió a varios puestos diferentes dentro de la compañía hasta 1977. En 1978, comenzó a trabajar como magistrada de la Corte Juvenil y Familiar y simultáneamente como tutora en derecho de familia en UWI. Dejó de dar clases en 1983 y continuó como magistrada. En 1988, completó en Londres un curso sobre Administración Judicial.

## Trayectoria política
Se desempeñó en el Comité de los Derechos del Niño de la Organización de las Naciones Unidas desde su creación en 1991 hasta 1999, ocupando el cargo de vicepresidenta desde 1993 hasta 1995 y presidenta desde 1997 hasta 1999.
Entre 1991 y 1992 se desempeñó como presidenta y fue una de las dos mujeres nombradas para la comisión de 13 miembros de CARICOM encargada de evaluar la integración regional. Dejó el tribunal de familia en 1992 para desempeñarse como embajadora en Venezuela, siendo la primera mujer magistrada de Barbados en ocupar el puesto. A su regreso a Barbados en 1994 fue nombrada magistrada principal y en 1997 se convirtió en la Secretaria del Tribunal Supremo.
En 2000, completó estudios sobre resolución alternativa de disputas en la Universidad de Windsor en la ciudad canadiense de Windsor (Ontario) y luego completó una beca con el Commonwealth Judicial Education Institute en Halifax (Nueva Escocia), en 2001, como así también un curso en resolución alternativa de disputas en UWI. Continuó desempeñándose en la Corte Suprema hasta 2005, cuando fue nombrada asesora de la Reina en el Colegio de Abogados de Barbados.
En 2008 juró como jueza de apelaciones, convirtiéndose en la primera mujer en servir en la Corte de Apelaciones de Barbados. Durante tres días en 2012, se convirtió en gobernadora general interina y al año siguiente fue la primera barbadense nombrada miembro del Tribunal de Arbitraje de la Secretaría del Commonwealth (CSAT). El Tribunal opera entre los miembros de la Mancomunidad de Naciones para resolver las cuestiones relativas a las controversias contractuales. Con esa cargo, Loop News la nombró una de las 10 mujeres más poderosas de Barbados.

### Gobernadora general

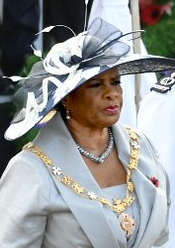
Mason en 2021.

En 2017, fue designada como la octava gobernadora general de Barbados, iniciando su período el 8 de enero de 2018. Simultáneamente con su nombramiento, fue nombrada dama gran cruz de la Orden de San Miguel y San Jorge. También recibió la Orden de la Dama de San Andrés.

### Presidenta

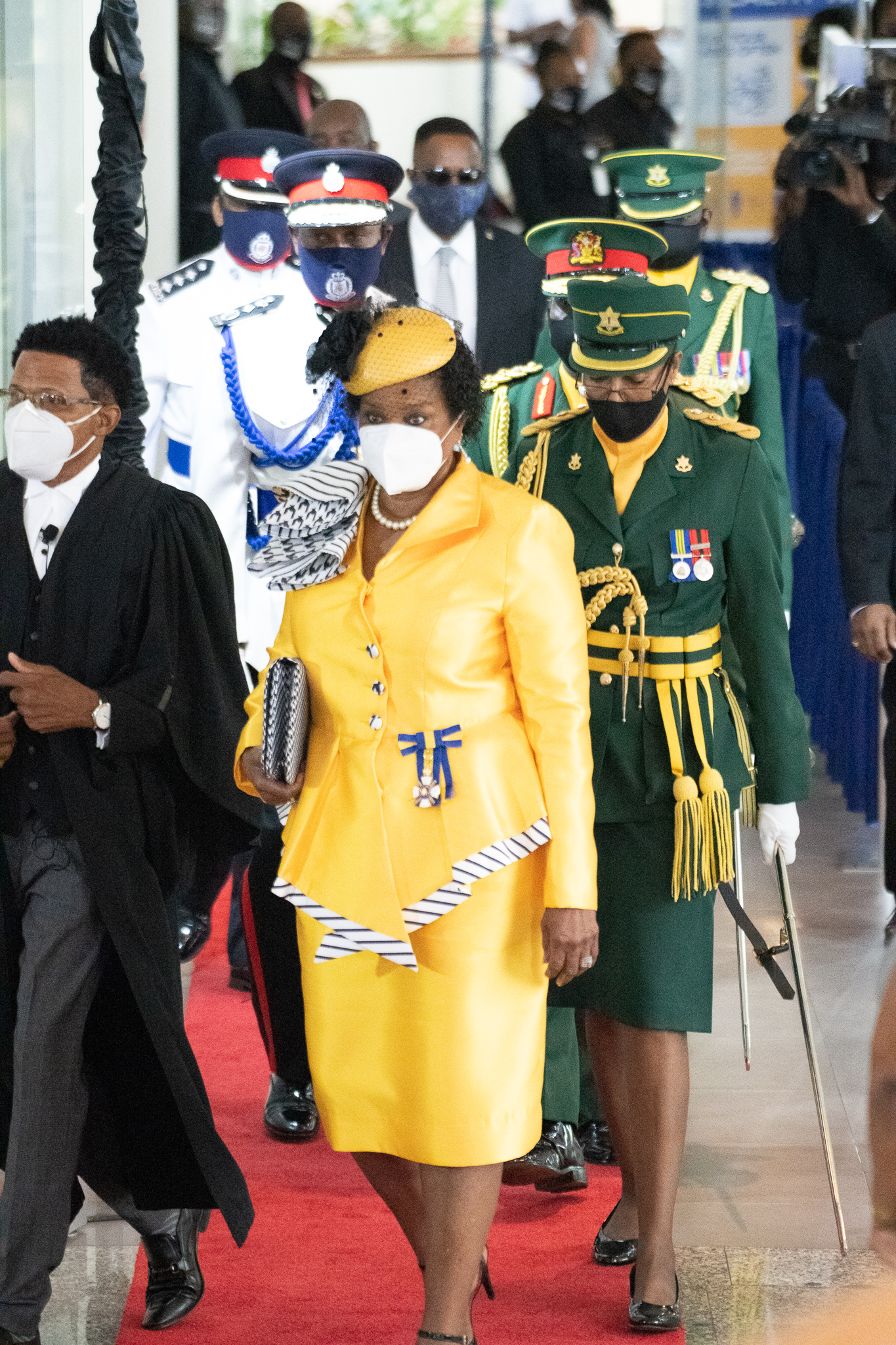
Mason en su posesión como presidenta de Barbados.

La gobernadora Mason anunció en septiembre de 2020, que Barbados se transformaría en una república. Se preveía que la transformación finalizase en noviembre de 2021. El 20 de septiembre de 2021, poco más de un año después de que se hiciera el anuncio de la transición, se presentó al Parlamento de Barbados el Proyecto de Ley de Enmienda de la Constitución. Aprobado el 6 de octubre, el proyecto de ley introdujo enmiendas a la Constitución de Barbados, introduciendo la figura presidencial para reemplazar al monarca británico como jefe de Estado. La semana siguiente, el 12 de octubre de 2021, la entonces gobernadora Mason, fue nombrada conjuntamente por el primer ministro y el líder de la oposición como candidata a la primera presidencia de Barbados, y posteriormente elegida el 20 de octubre. Asumió el cargo el 30 de noviembre de 2021.